# カタログ☆おねいさん
『カタログ☆おねいさん』は、葉月京による日本の漫画。2010年から2011年まで『週刊漫画ゴラク』（日本文芸社）で不定期連載された。

## ストーリー
「カタログおねいさん」という本を抱きながら眠ると夢の中できれいなおねいさんがお好みのコスチュームを身にまといエッチな願望を叶えてくれるというエロコメディである。レースクイーン、ナース、テレフォンアポインター、女性ライダー、若妻、未亡人、バニーガール、シスター、スチュワーデス、プロレスラー、教師、ランプの精、婦警、チアガール、とび職、歴女、巫女など様々な女性が登場する。

## 書誌情報
- 葉月京『カタログ☆おねいさん』 日本文芸社〈ニチブン・コミックス〉
  1. 2012年9月1日発行 ISBN 978-4-537-12929-8